# Districte de Gordon
El districte de Gordon és un dels tres districtes del departament francès de l'Òlt, a la regió d'Occitània. Té 9 cantons i 85 municipis. El cap del districte és la prefectura de Gordon

## Cantons
- cantó de Gordon
- cantó de Gramat
- cantó de La Bastida de Murat
- cantó de Martèl
- cantó de Pairac
- cantó de Sent Girman
- cantó de Salviac
- cantó de Solhac
- cantó de Vairac